# Alta Luz, Zongolica
Alta Luz är en ort i Mexiko.   Den ligger i kommunen Zongolica och delstaten Veracruz, i den sydöstra delen av landet, 260 km öster om huvudstaden Mexico City. Alta Luz ligger 1 127 meter över havet och antalet invånare är 123.
Terrängen runt Alta Luz är bergig åt sydväst, men åt nordost är den kuperad. Runt Alta Luz är det ganska tätbefolkat, med 100 invånare per kvadratkilometer. Närmaste större samhälle är Zongolica, 17,6 km nordväst om Alta Luz. I omgivningarna runt Alta Luz växer huvudsakligen savannskog.